# Eulima gomphus
Eulima gomphus is een slakkensoort uit de familie van de Eulimidae. De wetenschappelijke naam van de soort is voor het eerst geldig gepubliceerd in 1883 door Watson.